# Maison natale de Vuk Stefanović Karadžić
La maison natale de Vuk Stefanović Karadžić (en serbe cyrillique : Родна кућа Вука Караџића ; en serbe latin : Rodna kuća Vuka Karadžića) est un lieu mémoriel situé dans le village de Tršić près de Loznica, en Serbie. Elle est inscrite sur la liste des sites mémoriels d'importance exceptionnelle de la République de Serbie.
La maison est associée au souvenir de Vuk Stefanović Karadžić (1787-1864), écrivain et linguiste serbe, qui fut le principal réformateur de la langue littéraire serbe au XIXe siècle.

## Présentation

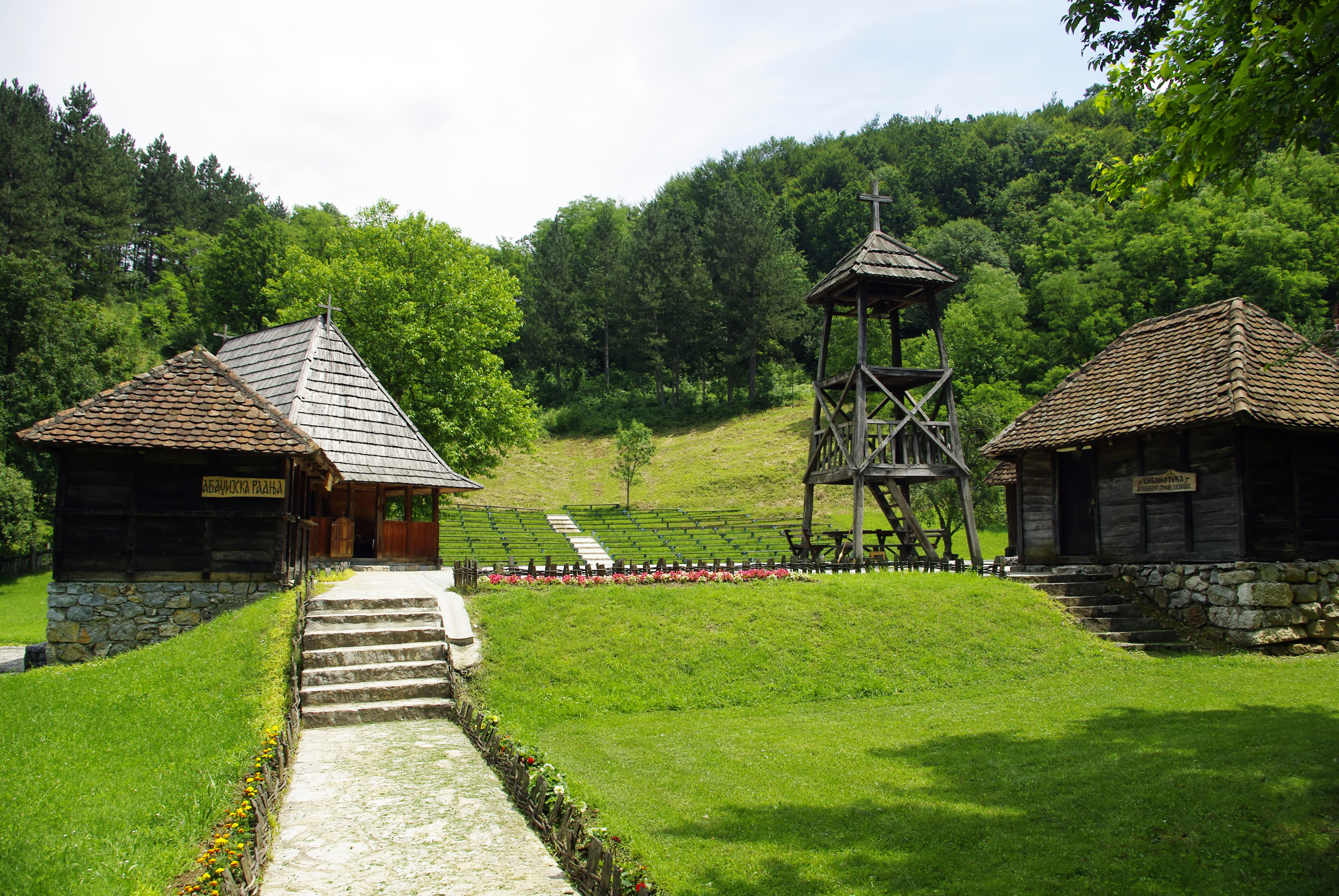
Vue de l'ensemble du site

La maison natale de Vuk Stefanović Karadžić est construite sur le modèle des vieilles maisons en bois de la région du Jadar, avec une cave et un toit en forte pente recouvert de bardeaux. La cour constitue une dépendance de la maison ; on y trouve un vajat (une sorte de garde-manger), une kačara, une grange (en serbe : ambar) et un séchoir à maïs. La maison abrite des meubles paysans typiques d'une maison du XIXe siècle en Serbie et l'ensemble représente ainsi une sorte de conservatoire des us et coutumes de la région de Tršić.